# Mackenzie Boyd-Clowes
Mackenzie Boyd-Clowes (Toronto, 13 de julio de 1991) es un deportista canadiense que compite en salto en esquí.
Participó en cuatro Juegos Olímpicos de Invierno, entre los años 2010 y 2022, obteniendo una medalla de bronce en Pekín 2022, en el trampolín normal por equipo mixto.

## Palmarés internacional
| Juegos Olímpicos | Juegos Olímpicos | Juegos Olímpicos  | Juegos Olímpicos    |
| Año              | Lugar            | Medalla           | Prueba              |
| ---------------- | ---------------- | ----------------- | ------------------- |
| 2022             | Pekín (China)    | Medalla de bronce | TN por equipo mixto |